# Wilhelm Rühlmann

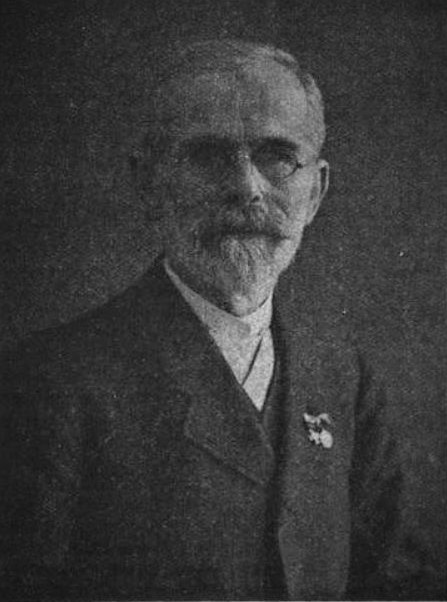
Wilhelm Rühlmann

Wilhelm Rühlmann (* 6. Dezember 1842 in Zörbig; † 8. Januar 1922 ebenda) war ein deutscher Orgelbaumeister.

## Leben und Werk

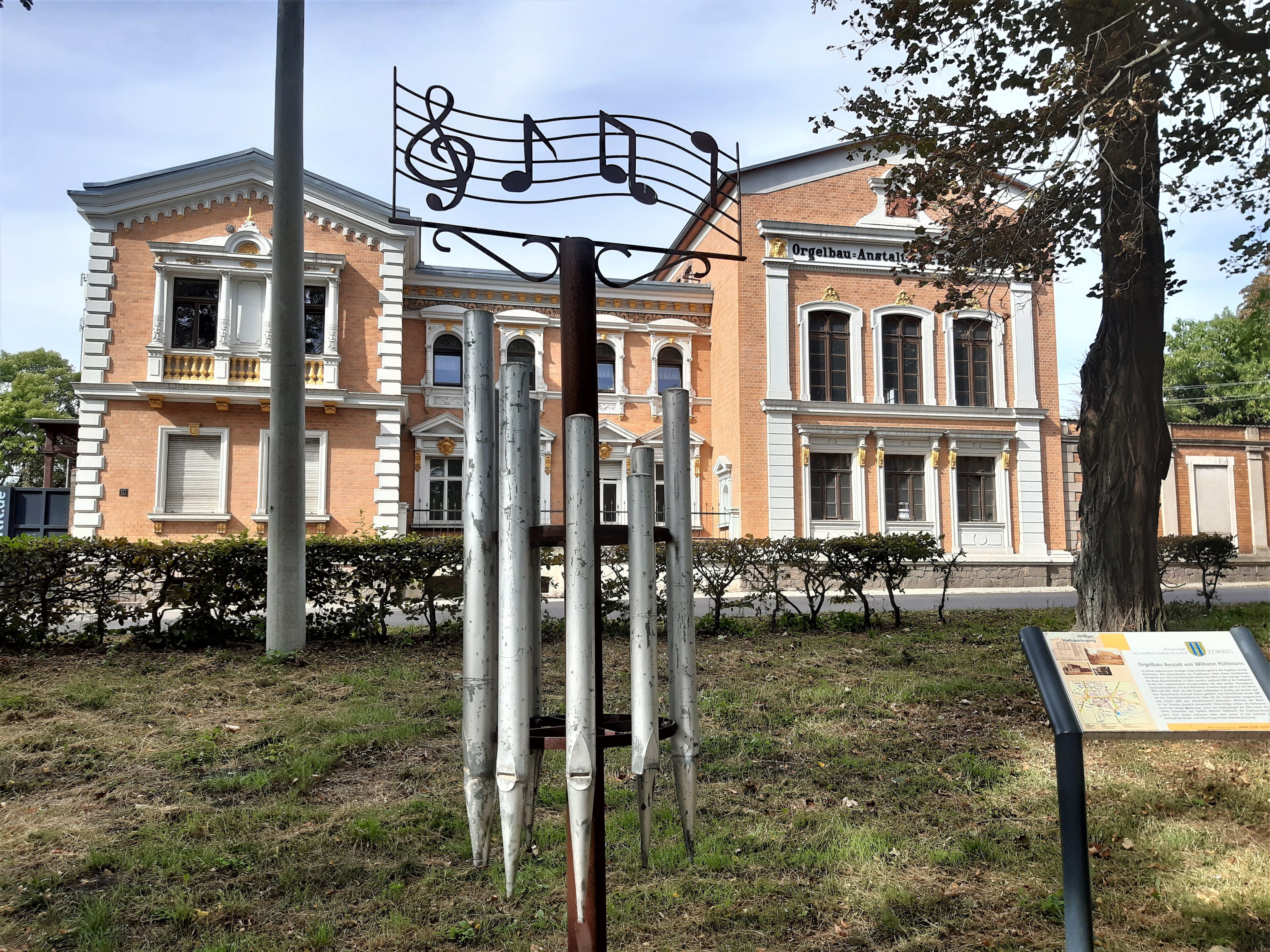
Orgelbauanstalt Rühlmann in Zörbig mit Denkmal

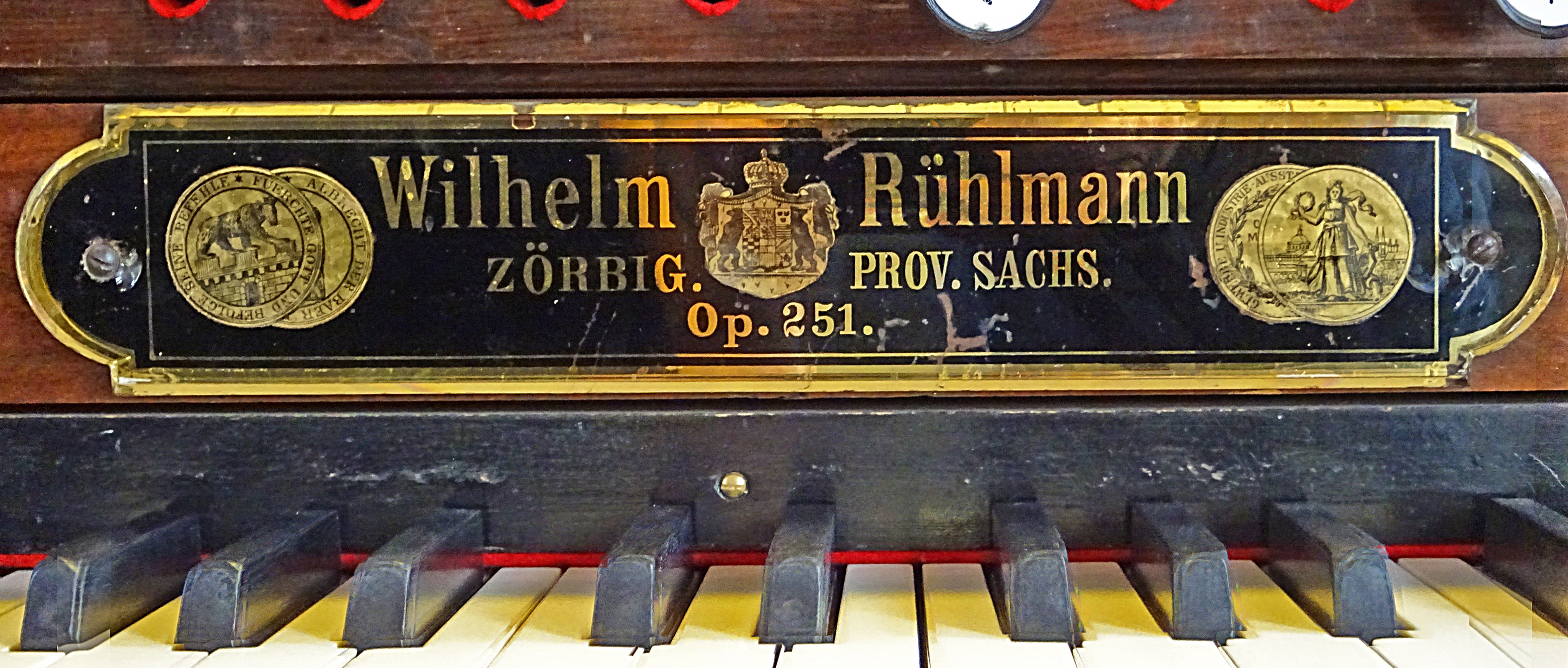
Firmenplakette

Wilhelm Rühlmann, Sohn des Orgelbaumeisters Friedrich Rühlmann (* 1. Juni 1812; † 25. Oktober 1878), erlernte den Orgelbau von 1856 bis 1860 bei seinem Vater. Dieser hatte in Zörbig eine Orgelwerkstatt gegründet, baute aber nur sechs kleine Orgeln. Nach der Lehre war Wilhelm Rühlmann von 1860 bis 1866 Geselle bei Friedrich Ladegast in Weißenfels. Sein Erstlingswerk war die 1866 entstandene Orgel in der Dorfkirche zu Dornitz bei Könnern. Als sein Vater 1866 erkrankte, übernahm Wilhelm die Geschäftsführung, die er bis 1912 innehatte. Sein jüngerer Bruder Theodor, der dieselbe Ausbildung durchlaufen hatte, war von 1872 bis 1910 Mitarbeiter in dem Betrieb. Wilhelm Rühlmann vertiefte seine Kenntnisse auf zwei Reisen ins baltische Livland (1869 und 1871). 1879 folgte eine Studienreise nach Frankreich.
1883 errichtete er am Stadtrand Zörbigs die „Orgelbau-Anstalt W. Rühlmann“, die 1892 und 1914 Erweiterungen erfuhr und zu den bedeutendsten Betrieben Mitteldeutschlands zählte. In dieser Zeit entstanden mehr als 300 Orgeln, die vor allem in Mitteldeutschland errichtet wurden, darunter die Orgel der St.-Agnus-Kirche in Köthen, der Lutherkirche in Bad Kösen und der Kirche St. Martin in Zwochau (opus 201, nach anderer Zählung opus 200). Wilhelm Rühlmann war einer der ersten deutschen Orgelbauer, der die pneumatische Traktur anwandte, so bei der Martinskirche in Bernburg.
Wilhelm Rühlmann war Gründungsmitglied des „Vereins Deutscher Orgelbauer“. Er starb wenige Wochen nach Vollendung seines 80. Lebensjahres am 8. Januar 1922 in seiner Geburtsstadt Zörbig. Die Zeitschrift für Instrumentenbau widmete ihm auf der Titelseite der Ausgabe vom 1. März 1922 einen mehrseitigen Nachruf.
Nach seinem Tod wurde die Werkstatt von seinem Sohn Wilhelm Rühlmann jun. (1882–1964) fortgeführt, der bereits ab 1912 Geschäftsführer war. Nach dem Ersten Weltkrieg war die Auftragslage stark rückläufig. Insgesamt gingen aus der Firma mehr als 460 Orgeln hervor (einschließlich größerer Umbauten). Sie wurde 1945 aufgelöst, weil Wilhelm Rühlmann jun. erblindete und der Sohn Albrecht (* 18. März 1927; † 26. September 2015) noch keine Ausbildung hatte und in sowjetische Gefangenschaft geraten war. Albrecht Rühlmann erlernte den Orgelbau bei Klais, musste die Lehre aber 1952 aus gesundheitlichen Gründen abbrechen. Er blieb 19 Jahre Mitarbeiter bei Klais im Bereich der Technik und Planung sowie im Außendienst. Den Nachlass, den Albrecht Rühlmann nach der „Auswanderung“ aus der DDR mitführen konnte, übergab er Kantor Matthias Müller und seiner Orgel- und Harmoniumwerkstatt. In dessen Händen liegt im Auftrag der Tochter von A. Rühlmann seither auch das Rühlmannarchiv. Mit ihm zusammen initiierte er das „Internationale Rühlmannorgel-Festival“.

## Instrumente & Charakteristika
Wilhelm Rühlmann (senior) baute zunächst ausschließlich Instrumente in bewährter Tradition, setzte auf mechanische Trakturen und die traditionelle Schleiflade. Neben vielen kleinen Werken entstanden auch große Instrumente wie Köthen, St. Agnus (33 Stimmen), Mücheln (Geiselt.), St. Ulrich (24 Stimmen) und Barby, St. Johannis (35 Stimmen). Teilweise wurden alte Gehäuse weiter verwendet, vielfach neue Prospekte geschaffen. Die Spieltische gleichen stark denen seines Lehrmeisters Friedrich Ladegast mit seitlichen Manubrien.
Ab 1887 wandte sich die Werkstatt der Pneumatik zu und übernahm die Kastenlade nach dem System von Ernst Röver. In dieser Zeit entstanden die heute für Rühlmann charakteristischen Spieltische mit Firmenschild über dem obersten Manual sowie einreihig unter dem Notenpult angeordneten Registerschaltern. Die Dispositionen wurden grundtöniger, das zweite Manual wurde deutlich öfter als Schwellwerk gebaut. (Vgl. Sennewitz, St. Nikolai – Schwellwerk Manual II bei nur 13 Stimmen!). Vorher war dies nur bei großen Instrumenten über 20 Registern der Fall. Der Schwelltritt als Balanciertritt setzte sich gegenüber dem auch noch in Querfurt (Op.122) und Sennewitz (Op.133) verwendeten Löffeltritt durch. Diese Schaffensperiode kennzeichnet die Hochzeit der Werkstatt, große Werke wie die für die Marktkirche zu Halle, die Ulrichskirche zu Halle, Barby, St. Marien, Staßfurt und Herzberg a.d. Elster verließen die Zörbiger Werkstatt. Nach dem Ersten Weltkrieg wurde schrittweise die pneumatische Kegellade eingesetzt.
Die Dispositionen sind stets grundtönig, der Klang ist sehr mischfähig. Stimmen wie Flauto traverso, Hohlflöte, Flauto amabile und Gambe finden sich in jeder der Instrumente von Rühlmann. Um 1930 begann ein klanglicher Wandel zu den Idealen der Orgelbewegung, auch wenn man sich diesen nur zögerlich öffnete – meist blieb es bei wenigen Stimmen, die in diesem Gestus gebaut wurden, das Grundkonzept der Orgel blieb stets grundtönig und warm-weich.
Nach 1945 wurden viele der Orgeln aus Zörbig durch verschiedene Orgelbauer (G. Kühn, R. Adam, E. Lägel) mit mehr oder minder guten Ergebnissen „barockisiert“. Heute sind ca. 350 Instrumente vorhanden, ein nicht unerheblicher Teil ist aber zerstört oder vom Verfall bedroht.

## Werkliste (Auswahl)
Die Orgelbauanstalt W. Rühlmann schuf 460 Neu- und Umbauten von 1866 bis 1939 (ab 1912 unter W. Rühlmann jun.) vor allem in der damaligen Provinz Sachsen (heute Sachsen-Anhalt), aber auch in den angrenzenden Gebieten Sachsen, Thüringen und Brandenburg.
| Jahr    | Opus | Ort                    | Gebäude                                     | Bild | Manuale | Register | Bemerkungen |
| ------- | ---- | ---------------------- | ------------------------------------------- | ---- | ------- | -------- | --- |
| 1852    | 4    | Braschwitz             | St. Nicolai                                 |      | I/P     | 9        | Instrument von Friedrich Wilhelm Rühlmann, →Beitrag zur Orgel |
| 1872    | 13   | Niederwünsch           | St. Nikolai                                 |      | II/P    | 14       | erhalten und spielbar, →Beitrag zur Orgel |
| 1872    | 16   | Großkorbetha           | Kirche                                      |      | II/P    | 16       | erhalten |
| 1875    | 17   | Teicha                 | St. Mauritius                               |      | II/P    | 12       | erhalten und saniert, →Link zur Orgel |
| 1876    | 19   | Großleinungen          | St. Michaelis                               |      | II/P    | 16       | erhalten |
| 1876    | 20   | Kütten                 | Dorfkirche Kütten                           |      | I/P     | 9        | erhalten, restauriert, spielbar, →Beitrag zur Orgel |
| 1876    | 21   | Volkstedt              | St. Peter und Paul                          |      | II/P    | 18       | Für die Kirche in Polleben geschaffen und 1902 nach Volkstedt umgesetzt, dort erhalten. |
| 1876    | 23   | Sylbitz                | Chorturmkirche Sylbitz                      |      | I/P     | 7        | erhalten, spielbar, restauriert, →Beitrag zur Orgel |
| 1877    | 24   | Eisleben               | St. Andreas                                 |      | III/P   | 34       | mehrfach umgebaut erhalten; heute III/P/41; ursprünglicher Spieltisch in veränderter Form in St.-Petri-Pauli-Kirche →Orgel |
| 1880    | 31   | Bobbau                 | Christuskirche                              |      | II/P    | 14       | |
| 1880    | 33   | Mötzlich               | St. Pankratius                              |      | II/P    | 14       | →Beitrag zur Orgel Die Orgel wurde mit 13 Registern erbaut und später durch Rühlmann auf 14 Stimmen erweitert. |
| 1881    | 36   | Köthen                 | St.-Agnus-Kirche                            |      | III/P   | 33       | Das Orgelgehäuse wurde von der Firma Gustav Kuntzsch, Anstalt für kirchliche Kunst, Wernigerode, hergestellt. erhalten; Denkmalorgel |
| 1883    | 47   | Hohenedlau (Edlau)     | St. Nicolai                                 |      | II/P    | 17       | um 1980 nach Berlin-Mitte, Christuskirche (Pfingstgemeinde) durch Schuster umgesetzt und umgebaut (Bild) |
| 1883    | 48   | Beesedau (Alsleben)    | Dorfkirche                                  |      | I/P     | 10       | original und ohne Motor erhalten. 2023 nach 70-jährigem Schlaf komplett restauriert durch Firma Calcant, Matthias Müller (Rühlmann Erbe) |
| 1883    | 51   | Dornstedt              | St. Pankratius                              |      | II/P    | 13       | Orgel |
| 1884    | 52   | Kollenbey              | St. Nicolaus                                |      | I/P     | 6        | original ohne Motor erhalten und voll spielfähig, |
| 1884    | 54   | Obersdorf              | Dorfkirche Obersdorf                        |      | II/P    | 18       | zurzeit nicht spielbar |
| 1884    | 56   | Mücheln (Geiseltal)    | St. Ulrich                                  |      | II/P    | 24       | Hinter barockem Orgelgehäuse, heute eingeschränkt spielbar, →Beitrag zur Orgel |
| 1884    | 58   | Großmühlingen          | St.-Petri-Kirche                            |      | II/P    | 17       | Orgelgehäuse von der Firma Gustav Kuntzsch, Wernigerode; erhalten, stark beschädigt |
| 1884    | 59   | Hecklingen             | St. Georg und Pankratius                    |      | II/P    | 22       | Orgelgehäuse von der Firma Gustav Kuntzsch, Wernigerode; erhalten |
| 1884    | 60   | Zwebendorf             | Dorfkirche                                  |      | II/P    | 12       | erhalten, restauriert. →Beitrag zur Orgel |
| 1884    | 61   | Schiepzig              | St. Helena                                  |      | II/P    | 13       | erhalten, unspielbar,→ Beitrag zur Orgel |
| 1885    | 68   | Quetz                  | Evangelische Kirche                         |      | II/P    | 15       | Orgelgehäuse von der Firma Gustav Kuntzsch, Wernigerode; nicht erhalten |
| 1885    | 69   | Schwerz                | St. Marien                                  |      | II/P    | 12       | weitgehend erhalten, nicht spielbar, →Beitrag zur Orgel |
| 1885    | 70   | Ilberstedt             | St.-Severin-Kirche                          |      | II/P    | 16       | erhalten |
| 1885    | 72   | Alberstedt             | St. Petrus und Paulus                       |      | II/P    | 15       | erhalten, nicht spielbar →Orgel |
| 1886    | 80   | Glinde                 | St.-Matthäi-Kirche                          |      | II/P    | 15       | |
| 1886    | 82   | Barby                  | St.-Johannis-Kirche                         |      | III/P   | 35       | Orgelgehäuse von der Firma Gustav Kuntzsch, Wernigerode; erhalten; Denkmalorgel, →Beitrag zur Orgel |
| 1887    | 84   | Wörbzig                | St. Mariä                                   |      | I/P     | 11       | erhalten, spielbar, reparaturbedürftig |
| 1887    | 85   | Mitteledlau            | St.-Katharina-Kirche                        |      | II/P    | 12       | Orgelgehäuse von der Firma Gustav Kuntzsch, Wernigerode; erhalten |
| 1887    | 88   | Köthen                 | Seminar                                     |      | II/P    | 17       | |
| 1888    | 90   | Stumsdorf              | Dorfkirche                                  |      | II/P    | 13       | original erhalten, saniert und spielbar, →Beitrag zur Orgel |
| 1888    | 95   | Büschdorf              | St. Nikolaus                                |      | II/P    | 12       | umgestaltet erhalten, spielbar, →Beitrag zur Orgel |
| 1889    | 96   | Neugattersleben        | St. Gertrud                                 |      | II/P    | 25       | →Orgel |
| 1889    | 101  | Atzendorf              | evangelische Kirche St. Eustachius          |      | II/P    | 25       | Orgelgehäuse von der Firma Gustav Kuntzsch, Wernigerode; erhalten |
| 1890    | 103  | Döllnitz               | Dorfkirche St. Vitus                        |      | II/P    | 14       | →Orgel erhalten, nicht spielbar. |
| 1890    | 105  | Delitzsch              | St. Peter und Paul                          |      | III/P   | 35       | erhalten, restauriert →Orgel |
| 1890    | 107  | Staßfurt               | St.-Petri-Kirche                            |      | II/P    | 27       | Orgelgehäuse von der Firma Gustav Kuntzsch, Wernigerode; erhalten |
| 1890    | 108  | Zernitz                | St. Petri                                   |      | I/5     |          | erhalten |
| 1890    | 111  | Maschwitz              | St. Nikolai                                 |      | II/P    | 10       | erhalten, spielbar, →Beitrag zur Orgel |
| 1890    | 112  | Halle (Saale)          | Gertraudenkapelle                           |      | I/p     | 4        | →Orgel fragmentarisch erhalten, nicht spielbar |
| 1891    | 114  | Schwittersdorf         | St.-Veit-Kirche                             |      | II/P    | 12       | Orgelgehäuse von der Firma Gustav Kuntzsch, Wernigerode; erhalten, nicht spielbar, →Beitrag zur Orgel |
| 1891    | 116  | Wallwitz               | Dorfkirche                                  |      | II/P    | 15       | erhalten, nicht spielbar, beschädigt, →Beitrag zur Orgel |
| 1891    | 117  | Gnadau                 | Gemeinsaal Gnadau                           |      | II/P    | 22       | Orgelgehäuse von der Firma Gustav Kuntzsch, Wernigerode; erhalten; 2011 durch die Orgelbaufirma Albert Baumhoer aus Salzkotten restauriert. |
| 1891    | 118  | Wildenau               | Dorfkirche Wildenaul                        |      |         |          | |
| 1891    | 122  | Querfurt               | St. Lamperti                                |      | II/P    | 30       | →Beitrag zur Orgel saniert und spielbar. |
| 1892    | 128  | Domnitz                | Dorfkirche                                  |      | II/P    | 16       | eingeschränkt spielbar, aber original erhalten, →Beitrag zur Orgel |
| 1892    | 133  | Sennewitz              | St. Nikolai                                 |      | II/P    | 13       | erhalten, spielbar, →Beitrag zur Orgel |
| 1893    | 134  | Großkayna              | Dorfkirche                                  |      | II/P    | 10       | seit 1963 in Geusa, St. Georg, dort erhalten und spielbar Orgel |
| 1893    | 136  | Leipzig-Volkmarsdorf   | Lukaskirche                                 |      | II/P    | 32       | umgebaut erhalten →Orgel |
| 1893    | 138  | Halle (Saale)          | Johanneskirche                              |      | II/P    | 25       | umgebaut, als Fragment erhalten, schwer beschädigt und nicht spielbar, →Beitrag zur Orgel |
| 1893    | 139  | Jütrichau              | Dorfkirche Jütrichau                        |      | I/P     | 5        | Orgelgehäuse von der Firma Gustav Kuntzsch, Wernigerode; erhalten |
| 1893    | 140  | Irxleben               | St.-Eustachius-Kirche Irxleben              |      | II/P    | 21       | Orgelgehäuse von der Firma Gustav Kuntzsch, Wernigerode; so gut wie nicht spielbar |
| 1893    | 141  | Halle (Saale)          | St.-Stephanus-Kirche                        |      | III/P   | 30       | Orgelgehäuse von der Firma Gustav Kuntzsch, Wernigerode; 1941 durch Schuke umgebaut/vergrößert, nach Entwidmung der Kirche (1967) in Pauluskirche (Halle) umgesetzt; in umgebauter Form erhalten (III/P, 39)                                                                                    |
| 1893    | 145  | Elsdorf                | Dorfkirche                                  |      | II/P    | 15       | original erhalten, spielbar, →Beitrag zur Orgel |
| 1894    | 149  | Rothenschirmbach       | St. Pankratius                              |      | II/P    | 15       | erhalten, teilweise spielbar, →Beitrag zur Orgel |
| 1894    | 150  | Könnern                | St. Wenzel                                  |      | II/P    | 24       | erhalten |
| 1894    | 156  | Bad Kösen              | Lutherkirche                                |      | II/P    | 25       | erhalten; Denkmalorgel, →Orgel |
| 1895    | 165  | Reupzig                | Dorfkirche                                  |      | II/P    | 8        | erhalten, spielbar, aber sanierungsbedürftig, →Orgel |
| 1896    | 178  | Staßfurt               | St.-Marien-Kirche                           |      | II/P    | 30       | Prospektpfeifen im 1. Weltkrieg eingeschmolzen, ansonsten original erhalten, 1989 restauriert, 2018 – 2020 Restaurierung und Ausstattung mit rekonstruierten zinnernen Prospektpfeifen, denkmalwürdig                                                                                           |
| 1896    | 180  | Herzberg (Elster)      | St.-Marien-Kirche                           |      | III/P   | 47       | erhalten; Denkmalorgel →Orgel |
| 1896    | 182  | Magdeburg              | Pauluskirche                                |      | II/P    | 30       | Orgelgehäuse von der Firma Gustav Kuntzsch, Wernigerode; →Orgel |
| 1896    | 185  | Köllme                 | St. Maria                                   |      | I/P     | 8        | erhalten, aber nicht spielbar, →Beitrag zur Orgel |
| 1897    | 186  | Kleinmühlingen         | St.-Salvator-Kirche                         |      | II/P    | 13       | die Orgel wurde im Jahre 2013 komplett restauriert durch die Firma Calcant (Matthias Müller, Rühlmannerbe) |
| 1897    | 187  | Halle (Saale)          | Marktkirche Unser Lieben Frauen             |      | III/P   | 61       | seine größte Orgel, hinter dem Prospekt von Christoph Cuntzius (1716), nicht erhalten, ein Register in der Schuke-Orgel von 1984 (III/56) weiter verwendet →Orgel |
| 1897    | 190  | Brachstedt             | St. Michael                                 |      | II/P    | 13       | verändert erhalten, schlecht spielbar. →Orgel |
| 1897    | 191  | Gesundbrunnen          | Kapelle des Paul-Riebeck-Stiftes            |      | I/P     | 6        | erhalten, restauriert, spielbar, →Orgel |
| 1898    | 198  | Wiendorf (Könnern)     |                                             |      | II/P    | 12       | erhalten, spielbar, reparaturbedürftig |
| 1898    | 199  | Dessau-Alten           | Philipp-Melanchthon-Kirche                  |      | II/P    | 14       | →Orgel 2023 restauriert |
| 1898    | 207  | Müllerdorf             | St. Petrus                                  |      | I/P     | 10       | erhalten, restauriert, spielbar, →Beitrag zur Orgel |
| 1899    | 208  | Magdeburg              | Deutsch-Reformierte Kirche                  |      | III/P   | 37       | 1945 zerstört |
| 1899    | 210  | Halle-Altstadt         | Magdalenenkapelle (Moritzburg)              |      | II/P    | 12       | →Orgel umdisponiert und 1990 durch Neubau ersetzt |
| 1899    | 211  | Halle-Trotha           | St. Briccius                                |      | II/P    | 19       | erhalten, erweitert auf 19 Stimmen und umdisponiert, →Beitrag zur Orgel |
| 1900    | 222  | Schkeuditz             | Albanuskirche                               |      | II/P    | 25       | vollständiger Umbau |
| 1901    | 228  | Löbejün                | St. Petri                                   |      | II/P    | 22       | erhalten, saniert |
| 1901    | 229  | Brotterode             | St. Nicolai                                 |      | II/P    | 23       | erhalten |
| 1901    | 230  | Halle-Kröllwitz        | Petruskirche                                |      | II/P    | 25 (29)  | erhalten, 1936 Umbau/Erweiterung durch Sauer, spielbar, aber schlechter Zustand, →Beitrag zur Orgel |
| 1902    | 236  | Halle (Saale)          | Garnisonkirche (in der Neuen Residenz)      |      | II/P    | 12       | bis 1927 in Halle, heute in Kitzen-Hohenlohe, auf II/13 erweitert Orgel |
| 1902    | 237  | Nemsdorf               | St. Georg                                   |      | II/P    | 22       | erhalten, beschränkt spielbar, →Beitrag zur Orgel |
| 1902    | 240  | Beesenstedt            | St. Johannes                                |      | II/P    | 16       | erhalten, spielbar, →Beitrag zur Orgel |
| 1902    | 241  | Hassenhausen           | Evangelische Kirche                         |      | II/P    | 14       | erhalten |
| 1902    | 242  | Oebisfelde             | St.-Katharinen-Kirche                       |      | II/P    | 20       | 1992 restauriert |
| 1903    | 248  | Radewell               | St. Wenzel                                  |      | II/P    | 19       | nicht erhalten, 2002 entsorgt und durch Eule-Orgel von 1950 ersetzt, →Beitrag zur Orgel |
| 1903    | 251  | Magdeburg-Buckau       | St. Norbert                                 |      | II/P    | 22       | mit geänderter Disposition erhalten. 2011/12 von Vogtländischer Orgelbau Thomas Wolf ohne Wiederherstellung der Originaldisposition restauriert. |
| 1904    | 257  | Giebichenstein         | St. Bartholomäus                            |      | II/P    | 34       | erhalten, 1936 durch Rühlmann jun. erweitert, hinter historischem Prospekt, →Beitrag zur Orgel |
| 1904    | 259  | Kuckenburg             | Dorfkirche                                  |      | I/P     | 8        | hinter barockem Prospekt, erhalten aber nicht spielbar → Orgel |
| 1905    | 264  | Hettstedt              | St.-Jakobi-Kirche                           |      | III/P   | 45       | Restaurierung durch Baumhoer |
| 1905    | 266  | Jeßnigk                | Dorfkirche Jeßnigk                          |      | I/P     | 9        | |
| 1905    | 267  | Schmirma               | Dorfkirche                                  |      | II/P    | 20       | erhalten, bedingt spielbar, →Orgel |
| 1905    | 270  | Halle                  | Ulrichkirche                                |      | III/P   | 51       | hinter barockem Prospekt, um 1970 nach Profanierung der Kirche geplündert, heute nur noch Prospekt und Windladen vorhanden |
| 1905    | 271  | Mieste                 | Dorfkirche Mieste                           |      | II/P    | 19       | erhalten, mit neuem Spieltisch, saniert, →Beitrag zur Orgel |
| 1906    | 277  | Thale                  | St. Petri                                   |      | II/P    | 21       | →Orgel, erhalten, spielbar, leicht umdisponiert |
| 1906    | 280  | Kölsa                  | Dorfkirche Kölsa                            |      | II/P    | 14       | Orgelgehäuse von der Firma Gustav Kuntzsch, Wernigerode, altes barockes Gehäuse diente als Vorbild; erhalten; 2022 Restaurierung der Orgel durch Orgelbaumeister Thomas Schildt aus Halle (Saale).                                                                                              |
| 1906    | 284  | Magdeburg-Buckau       | St.-Gertrauden-Kirche                       |      | III/P   | 37       | Restaurierung / Rekonstruktion ab 2005 |
| 1906    | 285  | Bitterfeld             | Bauermeister-Gedächtniskirche               |      | II      | 16       | erhalten, 2021 spielbar |
| 1907    | 287  | Nauendorf              | St. Wenzel                                  |      | II/P    | 14       | erhalten, restauriert, →Beitrag zur Orgel |
| 1907    | 292  | Herrnhut               | Kirchensaal der Herrnhuter Brüdergemeine    |      | III/P   | 40       | 1945 zerstört |
| 1907    | 294  | Bad Düben              | Stadtkirche                                 |      | III/P   | 30       | hinter Prospekt von 1819 |
| 1908    | 300  | Jüterbog               | St. Nikolai                                 |      | III/P   | 46       | 1929 Ergänzung eines Rückpositivs ohne eigenes Manual auf III/P, 49, 2019 Restaurierung dieser Fassung → Orgel |
| 1908    | 303  | Halle                  | Diakoniewerk, Kirche St. Martin             |      | II/P    | 20       | erhalten, restauriert, spielbar,→ Beitrag zur Orgel |
| 1908    | 306  | Leipzig-Großzschocher  | Apostelkirche                               |      | II/P    | 23       | erhalten |
| 1910    | 325  | Mühlhausen             | St. Petri                                   |      | II/P    | 28       | hinter Prospekt von Johann Friedrich Schulze (1834); erhalten →Orgel |
| 1911    | 338  | Zeitz                  | St. Michael                                 |      | III/P   | 47       | Prospekt stammt großteils von der Böhme-Vorgängerorgel von 1826. Zinn-Prospektpfeifen 1917 eingeschmolzen, neuer Spieltisch und Neobarockisierung durch Schuster 1953 bis 1955. Gehäuse, Windladen, Trakturen und acht Rühlmann-Register sind original erhalten, Orgel soll restauriert werden. |
| 1912    | 348  | Glienecke              | Dorfkirche                                  |      | II/P    | 8        | seit Jahrzehnten unspielbar → Orgel |
| 1912    | 352  | Blönsdorf, Brandenburg | Dorfkirche Blönsdorf                        |      | I/P     | 12       | 2004 restauriert |
| 1912    | 354  | Berga                  | Petri-Pauli-Kirche                          |      | II/P    | 29       | nach Restaurierung 2004/5 spielbar |
| 1912    | 357  | Sietzsch               | Dorfkirche Sietzsch                         |      | II/P    | 10       | verändert erhalten, saniert und gut spielbar, →Beitrag zur Orgel |
| 1913    | 358  | Eismannsdorf           | St. Simonis et Judae                        |      | II/P    | 8        | erhalten, gereinigt, nicht spielbar, →Beitrag zur Orgel |
| 1913    | 360  | Klepzig                | St.-Marien-Kirche                           |      | II/P    | 30       | hinter barockem Prospekt, nicht erhalten bis auf wenige Pfeifen, →Beitrag zur Orgel |
| 1913    | 361  | Kanena                 | St. Stephanus                               |      | II/P    | 12       | hinter barockem Prospekt, Zustand erhalten, aber sanierungswürdig, → Orgel |
| 1913    | 363  | Halle                  | Franckesche Stiftungen, Freylinghausen-Saal |      | II/P    | 18       | erhalten, 1990 saniert, →Orgel |
| 1913    | 365  | Branderoda             | Dorfkirche Branderoda                       |      | II/P    | 5        | erhalten, Barocksgehäuse – aktueller Zustand: - unbespielbar, sanierungsbedürftig |
| 1913    | 366  | Mittelhausen           | St. Cyriakus                                |      | II/P    | 23       | Orgel hinter barockem Gehäuse |
| 1913    | 367  | Rahnsdorf              | Dorfkirche                                  |      | II/P    | 9        | derzeit unspielbar, ausgelagert wegen Sanierung |
| 1913    | 372  | Rohr, Thüringen        | Michaeliskirche                             |      | II/P    | 19       | hinter historischem Prospekt (1667) |
| 1915    | 383  | Barby                  | St. Marien                                  |      | II/P    | 34       | hinter barockem Prospekt, restauriert, →Beitrag zur Orgel |
| 1923    | 404  | Raßnitz-Weßmar         | St. Michael                                 |      | I/P     | 4        | hinter barockem Prospekt von Justin Ehrenfried Gerhard (1755), saniert, →Orgel |
| 1923    | 407  | Wildenhain             | Kirche                                      |      | II/P    | 9        | im Gehäuse der Vorgängerorgel von 1850 von J. G. Müller (Delitzsch), sanierungsbedürftig (Stand: 2022) |
| 1923    | 408  | Eilsleben              | St. Lorenz                                  |      | II/P    | 25       | Umbau einer Reubke-Orgel, verändert erhalten → Orgel |
| 1924    | 409  | Langeneichstädt        | St. Wenzel                                  |      | II/P    | 21       | hinter Prospekt von Schaffberg/Querfurt, erhalten und spielbar, Beitrag zur Orgel |
| 1925    | 411  | Halle (Saale)/Landrain | Gertraudenfriedhof (Große Feierhalle)       |      | II/P    | 11       | sehr eingeschränkt spielbar, →Orgel |
| 1927    | 424  | Halle (Saale)/Beesen   | St. Elisabeth                               |      | II/P    | 13       | hinter barockem Prospekt, spielbar, aber umdisponiert,→ Beitrag zur Orgel |
| 1928    | 425  | Erfurt                 | Lutherkirche                                |      | III/P   | 46       | erhalten, →Orgel |
| 1928    | 428  | Halle                  | Christuskirche                              |      | II/P    | 14       | erhalten, aber eingeschränkt spielbar, →Beitrag zur Orgel |
| 1928    | 432  | Zörbig                 | St. Mauritius                               |      | III/P   | 40       | erhalten, leicht umdisponiert |
| 1929    | 435  | Spickendorf            | Dorfkirche St. Nicolai                      |      | II/P    | 9        | erhalten, spielbar,→ Beitrag zur Orgel |
| 1929    | 436  | Oppin                  | St. Georg und St. Elisabeth                 |      | II/P    | 17       | Ersatz für Rühlmann Op.2, bedingt spielbar, →Beitrag zur Orgel |
| 1929    | 437  | Lutherstadt Eisleben   | St.-Petri-Pauli-Kirche                      |      | III/P   | 34       | umgebaut von Mitteldeutscher Orgelbau A. Voigt, → Orgel |
| 1929    | 43?  | Vitzenburg             | St. Johannes der Täufer                     |      | II/P    | 9        | geplündert, nicht spielbar,→ Beitrag zur Orgel |
| 1929/30 | 438  | Halle (Saale)          | Lutherkirche                                |      | III/P   | 43       | verändert erhalten, restauriert, spielbar → Beitrag zur Orgel |
| 1930    | 443  | Halle (Saale)          | Krankenhauskapelle                          |      | II/P    | 6        | fragmentarisch erhalten → Orgel |
| 1930    | 445  | Ostrau                 | Schloss- und Patronatskirche                |      | II/P    | 16       | erhalten, spielbar, leicht umdisponiert, hinter dem historischen Prospekt von Andreas Theysner (1703), →Beitrag zur Orgel |
| 1932    | 451  | Teutschenthal          | St. Laurentius                              |      | II/P    | 17       | →Orgel leicht verändert erhalten, spielbar. |
| 1933    | 452  | Beuchlitz              | St. Bartholomäus                            |      | II/P    | 12       | erhalten, spielbar, sanierungsbedürftig. →Orgel |
| 1936    | 458  | Halle-Diemitz          | St. Johannes der Täufer                     |      | II/P    | 16       | →Orgel nur Prospekt und Spieltisch erhalten, Orgel ausgelagert. |